# Eduard Hau (Maler)
Eduard Hau (* 16. Julijul. / 28. Juli 1807greg. in Reval, Gouvernement Estland; † 22. Dezember 1887jul. / 3. Januar 1888greg. in Dorpat, Gouvernement Livland) war ein deutschbaltischer Maler und Grafiker.

## Leben und Werk

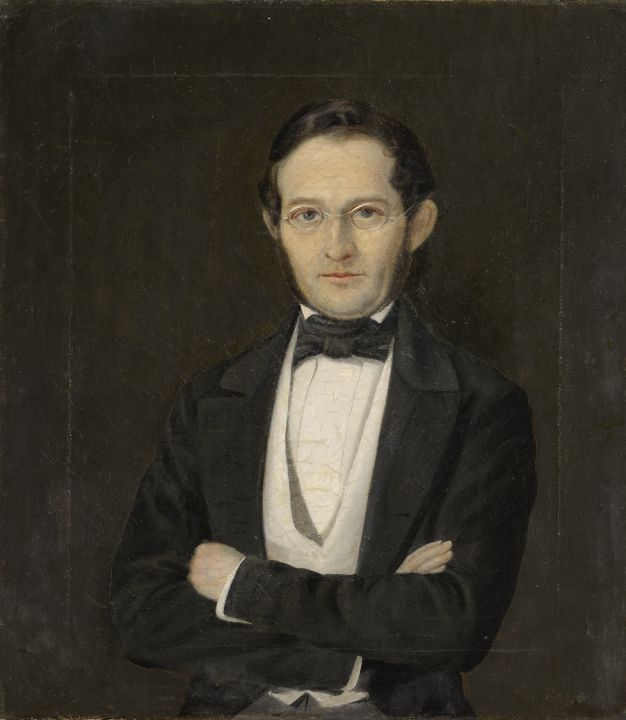
Haus Porträt des Dorpater Botanikers und Forschungsreisenden Alexander von Bunge.

Eduard Hau wuchs in seiner Geburtsstadt Reval auf. Er studierte von 1830 bis 1832 in Sachsen an der Kunstakademie Dresden. Von 1836 bis 1839 lebte er im livländischen Dorpat. Dort verbrachte er auch seine letzten Lebensjahre. Dazwischen lebte er vermutlich in der russischen Hauptstadt Sankt Petersburg. Hau wurde 1854 Mitglied der Sankt Petersburger Akademie der Künste.
Eduard Hau ist vor allem für seine Porträts von Professoren der Kaiserlichen Universität Dorpat bekannt geworden. Sie erschienen 1837 bis 1839 als 30-seitige Serie unter dem Titel Sammlung von Portraits der Professoren an der Kaiserlichen Universität zu Dorpat seit dem Jahre 1837 nach dem Leben und auf Stein gezeichnet von E. Hau in der lithographischen Anstalt von Georg Friedrich Schlater in sechs Heften. Enthalten sind unter anderem die Bildnisse Friedrich Karl Hermann Kruses, Nikolai Pirogows und Friedrich Georg Wilhelm Struves.
Daneben schuf Hau u. a. die Porträts der Wissenschaftler Friedrich Robert Faehlmann (1837, Lithografie), Walther Friedrich Clossius (1837, Öl) und Johann Carl Simon Morgenstern (1838, Öl).
Berühmt sind auch Haus detailgenaue Werke der Interieur- und Architekturmalerei (Aquarelle), unter anderem Interieuransichten aus den kaiserlichen Palästen Schloss Peterhof, Gattschina und dem Winterpalast.

## Privatleben
Eduard Hau war der Sohn des deutschbaltischen Malers Johannes Hau (1771–1838), der 1795 aus Norddeutschland ins Baltikum eingewandert war, und der ältere Halbbruder des Malers Woldemar Hau (1816–1895), der vor allem durch seine Porträts der russischen Kaiserfamilie bekannt wurde.